# Tradescantia cerinthoides
Tradescantia cerinthoides là một loài thực vật có hoa trong họ Commelinaceae. Loài này được Kunth miêu tả khoa học đầu tiên năm 1843.